# الجنينة (يبعث)

تعديل مصدري - تعديل

الجنينة هي إحدى قرى عزلة يبعث بمديرية يبعث التابعة لمحافظة حضرموت، بلغ تعداد سكانها 325 نسمة حسب تعداد اليمن لعام 2004.